# Trias germanique
Pour les articles homonymes, voir Trias.
Le Trias germanique est un supergroupe géologique du Mésozoïque inférieur d’Europe centrale au nord des Alpes correspondant à des dépôts continentaux et de mer peu profonde. Il est constitué des unités lithostratigraphiques du Buntsandstein (grès bigarré), du Muschelkalk (calcaire coquillé) et du Keuper (marnes irisées). 
Le Trias germanique est une séquence complexe qui illustre l’alternance de cycles transgressifs et régressifs ayant contrôlé la dynamique sédimentaire du Bassin germanique. Malgré les difficultés de corrélation avec les dépôts téthysiens, les avancées en biostratigraphie, isotopie et magnétostratigraphie ont permis de définir précisément son évolution et son potentiel économique. La stratigraphie du groupe a été étudiée relativement tôt, en raison notamment de la coloration souvent caractéristique des membres.
Contrairement à un usage longtemps répandu en Europe, les trois étages du Trias germanique ne correspondent pas strictement aux Trias Inférieur, Moyen et Supérieur.

## Description
Le Trias germanique correspond à une séquence sédimentaire majeure du Bassin germanique, située dans le sud de l’Europe centrale. Il est caractérisé par une succession de trois grandes unités lithostratigraphiques : le Buntsandstein, le Muschelkalk et le Keuper, qui témoignent d’une alternance de conditions continentales, marines et lagunaires.

### Organisation lithostratigraphique et environnements de dépôt

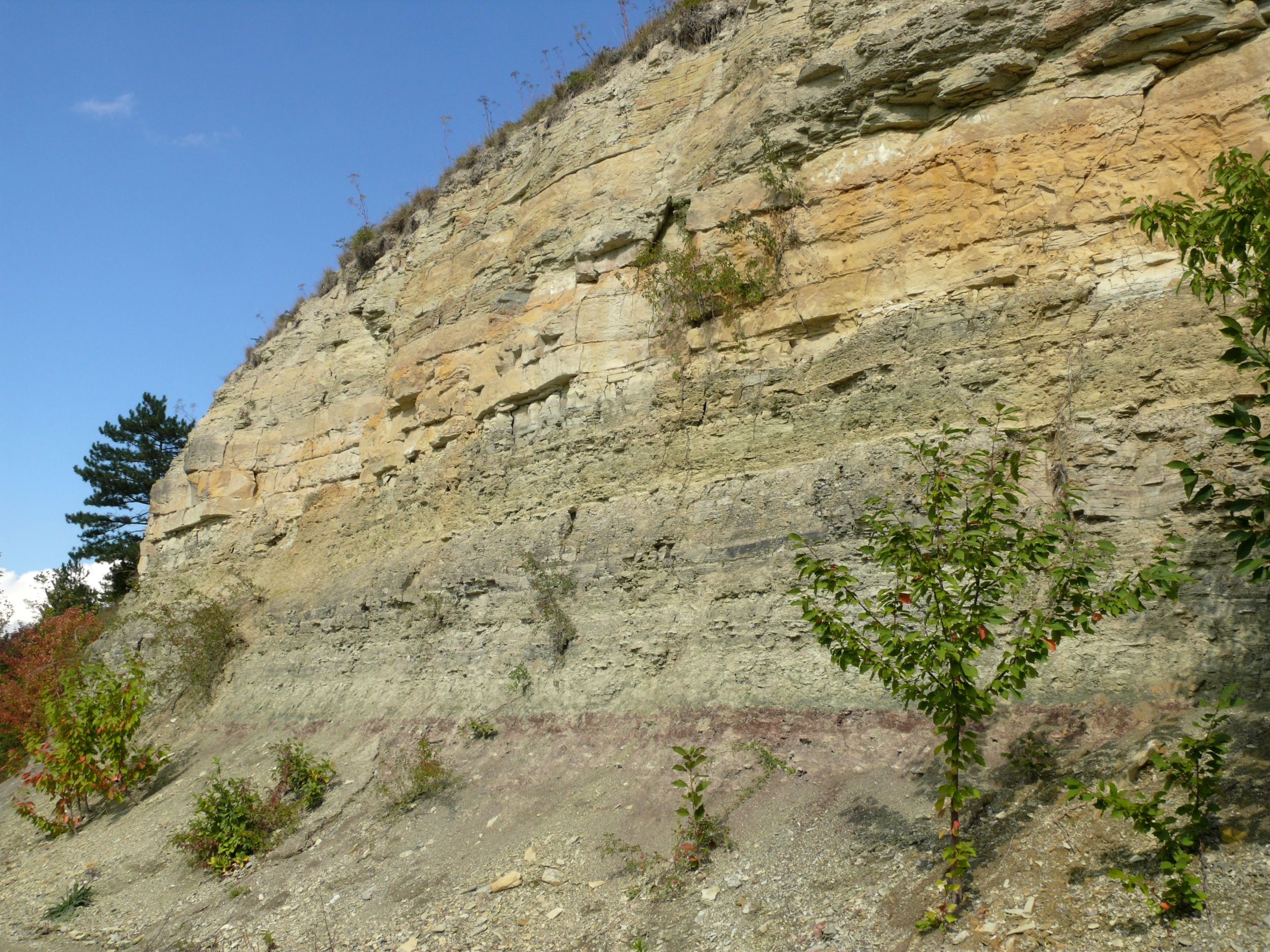
Transition entre le Buntsandstein et le Muschelkalk ici composé de Grenzgelbkalk au faciès jaune (affleurement de Kallmuth près de).

Le Trias germanique est divisé en trois grandes unités sédimentaires :
- Le Buntsandstein (correspondant globalement au Trias inférieur) est une séquence principalement continentale, constituée de dépôts fluviatiles, lacustres et parfois évaporitiques. Il est marqué par des cycles sédimentaires influencés par un climat aride et des variations d’apports fluviatiles. Son épaisseur varie selon les zones du bassin, atteignant plusieurs centaines de mètres dans les secteurs subsidents[1].
- Le Muschelkalk (correspondant globalement au Trias moyen) représente une phase de transgression marine majeure, avec un environnement initialement peu profond évoluant vers des conditions hypersalines. Il est lui-même subdivisé en trois sous-unités : (1) le Muschelkalk inférieur, riche en calcaires fossilifères et marnes, marque une première incursion marine, (2) le Muschelkalk moyen dominé par des dépôts évaporitiques (gypse, halite, dolomie), témoignant d’un environnement hypersalin et (3) le Muschelkalk supérieur, à nouveau marin, caractérisé par des calcaires et marnes contenant des faunes ammonitiques et conodontes endémiques[1].
- Le Keuper (correspondant globalement au Trias supérieur) traduit un retour à des conditions continentales et lagunaires, avec des alternances de dépôts argileux, sableux et évaporitiques. Il montre une forte hétérogénéité régionale, avec des épisodes de sédimentation marécageuse et des influences marines sporadiques[1].

### Datation et corrélations biostratigraphiques et cycliques
L’une des principales difficultés dans l’étude du Trias germanique réside dans la corrélation avec l’échelle chronostratigraphique internationale. Les trois subdivisions du Trias germanique ont longtemps été assimilées aux Trias inférieur, moyen et supérieur mais les avancées en sédimentologie ont rendue caduque une telle conception en montrant que le début et la fin des différentes unités lithostratigraphiques individuelles étaient variables d’une région à l’autre et ne correspondent pas aux limites des séries du Trias.
Les niveaux marins du Muschelkalk permettent une correspondance avec la Tethys grâce aux conodontes et ammonites, tandis que les niveaux continentaux du Buntsandstein et du Keuper sont datés via l’utilisation de conchostracés, sporomorphes et isotopes du carbone. La cyclicité du Trias germanique est fortement influencée par les cycles de Milankovitch à 100 000 ans, identifiables notamment dans le Buntsandstein et le Muschelkalk. Ces cycles sont associés à des variations climatiques ayant entraîné des changements périodiques de sédimentation, notamment dans les environnements marins et évaporitiques.
Des avancées ont été réalisées dans l’intégration du Trias germanique dans l’échelle globale mais des incertitudes persistent, notamment en raison du caractère endémique des faunes du Muschelkalk supérieur et de l’absence de marqueurs marins dans certaines formations du Keuper. La magnétostratigraphie et les isotopes stables du carbone (δ¹³C) ont permis d'affiner ces corrélations, notamment autour de la limite Permien-Trias et du sommet du Trias.

## Ressources
L’étude du Trias germanique revêt également un intérêt pour les ressources géologiques : les formations carbonatées du Muschelkalk sont étudiées pour leur potentiel en stockage géologique du CO₂ et en énergie géothermique, tandis que les dépôts évaporitiques sont exploités pour leur contenu en sel et gypse.

## Liens Internet
- Stratigraphische Tabelle von Deutschland 2002
- Germanische Trias: Übersicht

- GND